# 島大橋

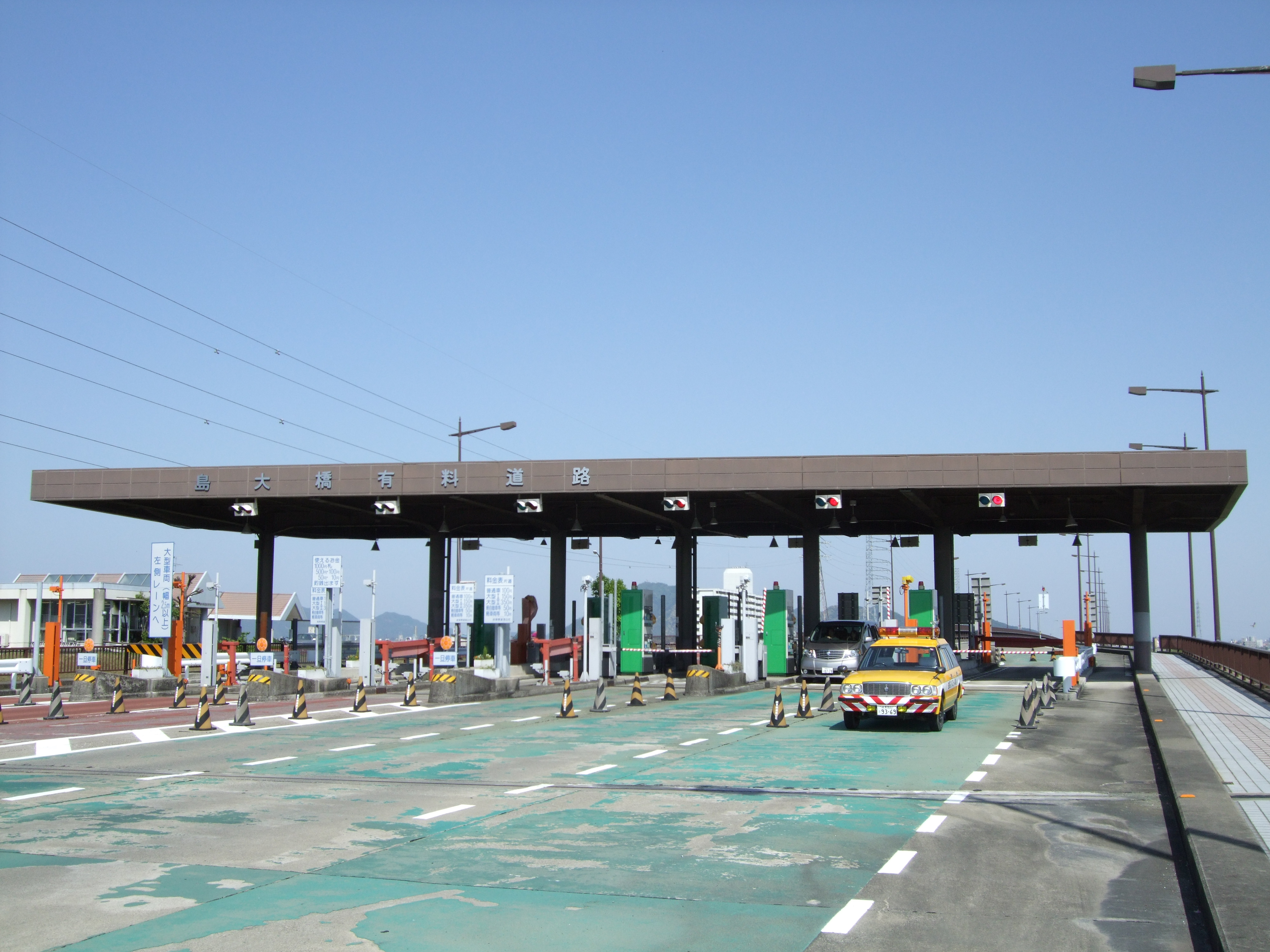
島大橋有料道路料金所（撮影：2008年5月）

島大橋（しまおおはし）は、岐阜県岐阜市にある、長良川支流の伊自良川と根尾川（古根尾川）を跨ぐ橋である。主要地方道岐阜関ケ原線（岐阜県道53号岐阜関ケ原線）の一部を構成する。かつては、島大橋を含む岐阜市一日市場から同市曽我屋までの区間は、岐阜県道路公社が管理していた島大橋有料道路（しまおおはしゆうりょうどうろ）という有料道路だった。

## 概要
島大橋有料道路は、岐阜市と岐阜県西北部地域を結ぶ国道157号および岐阜県道92号岐阜巣南大野線の混雑解消を図る目的で建設され、1987年（昭和62年）10月1日に着手し、1990年（平成2年）12月3日に暫定2車線で供用開始した。その後、沿道の開発及び岐阜市中心部へ直結する大縄場大橋の完成など、道路網の整備による交通量の増加に伴い、1992年（平成4年）12月1日に4車線拡幅工事に着手し、1995年（平成7年）4月1日から4車線で供用開始した。2008年（平成20年）4月1日には、道路の高架下に有料の駐車場が設置された。
供用開始後、交通量は順調に伸びていったが、2000年度（平成12年度）をピークに一転して減少に転じた。2009年度（平成21年度）の包括外部監査では、料金徴収期間満了日の2020年（平成32年）12月時点で未償還額は10億3140万7千円（予想借入金残高1640万7千円と岐阜県出資金10億1500万円の合計）と推計され、利用が計画を下回っており、今後も大きく改善される見込みがないと指摘された。
2010年（平成22年）3月に策定された岐阜県の行財政改革アクションプランで、ぎふ清流国体の開催までに岐阜県道路公社が管理する有料道路を無料開放し同公社を解散する方針が示され、島大橋有料道路も長良川リバーサイド有料道路、長良川右岸有料道路と同時に2012年（平成23年）4月1日午前0時に無料開放された。無料化前の2012年3月28日と無料化後の2012年4月6日の交通量調査結果によると、1日あたりの交通量は、無料化前の約5,100台から無料化後の約15,400台へと約3倍に増加した。

## 年表
- 1987年（昭和62年）10月1日 - 暫定2車線事業に着手
- 1990年（平成2年）12月3日 - 暫定2車線で供用開始
- 1992年（平成4年）
  - 1月18日 - 100万台突破記念事業を実施
  - 12月1日 - 拡幅4車線事業に着手
- 1994年（平成6年）5月30日 - 500万台突破記念事業を実施
- 1995年（平成7年）4月1日 - 4車線で供用開始
- 1996年（平成8年）7月19日 - 1000万台突破記念事業を実施
- 2000年（平成12年）7月6日 - 2000万台突破記念事業を実施
- 2004年（平成16年）度
  - 自動料金収受システムのうち、4レーンを更新
  - 3000万台突破記念事業を実施
- 2005年（平成17年）度
  - 自動料金収受システムのうち、残り2レーン分を岡山県道路公社から取得して更新
- 2008年（平成20年）4月1日 - 島大橋高架橋下駐車場を開場
- 2010年（平成22年）3月 - 岐阜県の行財政改革アクションプランで、岐阜県道路公社の解散と同公社が管理する有料道路の無料化を決定
- 2011年（平成23年）
  - 9月7日 - 無料開放に向け「と～るロード・ファイナルキャンペーン」を実施（2012年（平成24年）2月28日まで）
  - 9月29日 - 感謝キャンペーンを実施
  - 12月23日 - 「カウントダウン100」カウントダウンボードの除幕式を実施
- 2012年（平成24年）
  - 3月27日 - 3月31日までの4日間、通行者に対して記念ボールペンをプレゼント
  - 3月31日 - 有料道路としての管理運営を終了
  - 4月1日 - 午前0時から無料開放、午前10時から岐阜市内3有料道路無料化式典を実施
  - 7月31日 - 島大橋高架橋下駐車場の営業を終了し、岐阜市北地区交通安全協会に引き継ぐ

## 旧・島大橋有料道路

### 諸元
- 延長（有料区間）：0.7km（道路：74.1m、橋梁：354.95m、高架：244.697m）
- 主な構造物
  - 伊自良川橋梁部：355.0m
  - 根尾川　橋梁部：110.9m
  - 左岸側取付道路：254.0m
  - 右岸側取付道路：240.0m
- 幅員：21.80m（道路7.25m×2、歩道2.25m×2）
  - 旧料金所の前後区間は幅員34.0m
- 道路規格：第3種第2級
- 設計速度：50km/h
- 車線数：4車線
- 下部工
  - 橋台：4基
  - 橋脚：19基
- 上部工
  - 5径間連続RCホロー桁：2連
  - 2径間連続RCホロー桁：1連
  - PC単純箱桁：1連
  - 3径間連続PC箱桁：1連
  - PC単純T桁：5連
- 所在地：岐阜県岐阜市一日市場 - 岐阜県岐阜市曽我屋
- 総事業費：52億6千万円（うち有料道路事業費：36億5千万円）
  - 暫定2車線事業：35億2千万円（うち有料道路事業費：21億円と公共橋梁整備事業費を投入）
  - 拡幅4車線事業：17億4千万円（うち有料道路事業費：15億5千万円と県単中小橋整備事業費を投入）
- 料金徴収期間：21年4か月（1990年12月3日 - 2012年3月31日）
  - 当初予定：30年間（1990年12月3日 - 2020年12月2日まで）
- 料金徴収方法：自動料金収受機
- 工事期間：1987年10月1日 - 1990年11月30日（暫定2車線）、1992年12月1日 - 1995年3月31日（4車線拡幅）

### 利用状況
- 2003年度：231万2684台（料金収入：2億0528万9530円）[10]
- 2004年度：217万3071台（料金収入：1億9139万9079円）[10]
- 2005年度：
- 2006年度：216万4989台（料金収入：1億8885万2000円）[11]
- 2007年度：196万6663台（料金収入：1億6978万8865円）[11][12]
- 2008年度：183万4959台（料金収入：1億5670万3099円）[12]
- 2009年度：174万5638台（料金収入：1億4837万1627円）[13]
- 2010年度：167万6437台（料金収入：1億4082万3317円）[14]

### 通行料金
現金
| 普通車 | 大型車(I) | 大型車(II) | 軽自動車等 | 軽車両等 |
| ------ | --------- | ---------- | ---------- | -------- |
| 100円  | 150円     | 350円      | 50円       | 10円     |

- 歩行者および自転車は無料、自転車は当初10円、途中から無料。

回数通行券
| 車種    | 普通車   | 大型車(I) | 大型車(II) | 軽自動車等 | 軽車両等 |
| ------- | -------- | --------- | ---------- | ---------- | -------- |
| 11回券  | 1,050円  | 1,570円   | 3,670円    | 520円      | －       |
| 60回券  | 5,250円  | 7,870円   | 18,370円   | 2,620円    | 520円    |
| 120回券 | 10,080円 | －        | －         | 5,040円    | －       |
| 200回券 | －       | 22,050円  | －         | －         | －       |

- 200回券は路線バスに限る。